# Apsley
Apsley è un paese della contea dell'Hertfordshire, in Inghilterra.